# Liviu Cornel Babeș
Liviu Cornel Babeș (ur. 10 września 1942 w Braszowie, zm. 2 marca 1989 tamże) – rumuński elektryk i malarz, który dokonał aktu samospalenia w proteście przeciwko zbrodniom komunistycznym w Rumunii.

## Życiorys
Ukończył technikum elektryczne w Braszowie i podjął pracę w fabryce prefabrykatów w Braszowie na stanowisku elektryka. Zajmował się także amatorsko malarstwem i rzeźbą, był członkiem Związku Artystów Amatorów. Ostatni namalowany przez Babeșa obraz nosił tytuł Grota cu masti, a na jego odwrocie artysta umieścił napis Ende (Koniec). Był żonaty (żona Etelka), miał córkę.

## Okoliczności śmierci
2 marca 1989 ok. 16.00 Liviu Cornel Babeș oblał się benzyną i podpalił na stoku narciarskim Bradu w Poiana Brasov protestując przeciwko zbrodniom reżimu komunistycznego w Rumunii. Pozostawił po sobie tabliczkę w języku niemieckim i rumuńskim z napisem Stop Murder! Brașov = Auschwitz. Przesłanie samobójcy mogło odnosić się do represji, które podjęły władze komunistyczne po stłumieniu strajku w fabryce samochodów w Braszowie, w listopadzie 1987. Babeș został przewieziony do szpitala powiatowego w Braszowie, gdzie zmarł po dwóch godzinach.

## Pamięć
Informacja o samospaleniu do grudnia 1989 była ukrywana przed rumuńską opinią publiczną. Nagłośniło ją dwóch turystów ze Szkocji, którzy jeździli na nartach po stoku i jako pierwsi podjęli próbę ratowania Babeșa. Ich relacja ukazała się w czasopiśmie The Sunday Times. 3 czerwca 1997 parlament rumuński uznał Liviu Cornel Babeșa za bohatera narodowego. Jego imię nosi jedna z ulic w Braszowie. Czyn Babeș upamiętniono na kilku tablicach w Poiana Brasov. W marcu 2006 w Braszowie otwarto wystawę 26 obrazów Babeșa. Corocznie w dniu 2 marca odbywają się w mieście uroczystości upamiętniające postać Liviu Cornela Babeșa.
2 marca 2014 r. władze Braszowa zorganizowały sympozjum „Liviu Corneliu Babeș – prekursor upadku żelaznej kurtyny”. W obchodach rocznicowych wziął udział Szkot Douglas Wallace, który 2 marca 1989 jako pierwszy próbował ratować palącego się Liviu Corneliu Babeșa.